# 曽坪駅
曽坪駅（チュンピョンえき）は、大韓民国忠清北道曽坪郡曽坪邑にある韓国鉄道公社忠北線の駅である。

## 駅構造
- 島式ホーム2面4線の地上駅。

## 駅周辺
- 大韓民国陸軍第37師団（忠勇部隊）
- 曽坪女子中学校
- 三宝初等学校
- 曽坪情報高等学校
- 国民健康保険公団曽坪出張所

## 歴史
- 1928年12月25日 - 清安駅として開業。
- 1945年10月1日 - 曽坪駅に改称。
- 1967年4月7日 - 駅舎増築。
- 1967年7月27日 - 増築駅舎落成。
- 1979年10月10日 - 忠北線複線化とともに移転開始。
- 1980年9月10日 - 現駅舎落成。

## 隣の駅
韓国鉄道公社
忠北線
清州空港駅 - （内秀駅） - 曽坪駅 - （道安駅） - （甫川駅） - 陰城駅